# آنمیک بکرین
آنمیک بکرین (هلندی: Annemiek Bekkering؛ زادهٔ ۵ اوت ۱۹۹۱) قایقران قایق بادبانی اهل هلند است.